# Mesosemia orbona
Mesosemia orbona är en fjärilsart som beskrevs av Frederick DuCane Godman 1903. Mesosemia orbona ingår i släktet Mesosemia och familjen Riodinidae. Inga underarter finns listade i Catalogue of Life.